# Дворец Оснабрюк
Дворец Оснабрюк (нем. Schloss Osnabrück) — бывшая резиденция протестантского князя-епископа Оснабрюкского Эрнста Августа Брауншвейг-Каленбергского и его жены Софии Ганноверской. В здании с 1974 года также располагалась администрации Оснабрюкского университета. Дворец, включая его сад со скульптурами, внесен в список исторических памятников.